# スーパー マリオパーティ ジャンボリー
『スーパー マリオパーティ ジャンボリー』（英題：Super Mario Party Jamboree）は、任天堂より2024年10月17日に発売されたNintendo Switch用パーティーゲームソフト。

## 概要
2021年に発売された『マリオパーティ スーパースターズ』に続く、マリオパーティシリーズの据置機用ソフトとしては第13作目のゲームである。2024年6月18日の『Nintendo Direct 2024.6.18』で初公開された。
シリーズ最大ボリュームとなっており、シリーズ最多の全112種類のミニゲームが登場するほか、最大20人で競い合うオンラインモードなども収録されている。

## ゲームモード

### スゴロクの島
プレイヤー4人でスゴロクで対戦する「マリオパーティ」モードをプレイできる（人数が足りない場合はCPUが代わりに参加）。スゴロクでサイコロを振ってマスを進み、「スター」を一番多く集めた人が勝者となる。
ゲームは必ず4人での参加となり、参加人数が4人に満たない場合、残りはCPUが操作するキャラクターが参加する。自分の番になったらサイコロを叩き、出た目だけマスを進み、移動後止まったマスによって様々なイベントが発生する。全員の移動が終わるとミニゲームが始まり、ミニゲームの順位に応じた枚数のコインをもらえる。この流れを「1ターン」とし、ゲーム開始前に設定したターン数だけ繰り返す。残り5ターンになると「ラストスパート」として途中経過が発表され、青マスと赤マスでのコインの増加・減少量が通常の倍の6枚になる。加えて同じマスに2人以上が止まると決闘が発生するようになる。また、最下位のプレイヤーの指定、もしくはキノピオがランダムに止めるルーレットによってルールが1つ追加される。チャンピオンシップルールではルールの追加は発生しない。
一定ターンが経過するとマップ上に「ジャンボリーフレンド」が出現する。誰かがジャンボリーフレンドの前を通過すると始まるチャレンジミニゲームに勝利する必要がある。直接会いに来たプレイヤーにはミニゲームを有利に進められるアドバンテージがもらえる。仲間になると様々な手助けをしてもらえたり、マスに止まった時のイベントも2人分発生するようになるが、途中で追い抜かれるとそのプレイヤーについていってしまう。マップ上に現れてから3ターンの間に誰も仲間にしない、あるいは仲間にしてから3ターン経過すると帰っていく。
設定したターン数が経過するとゲーム終了となる。「ボーナススター」の設定を「あり」か「固定」にしていたときはボーナススターの受賞者の発表が行われる。ボーナススターの数は通常モードでは30ターンは3種類、それ以外は2種類、チャンピオンシップルールでは開始前に告知されたボーナススター1種類。 
その後「スター」をもっとも多く持っているプレイヤーが優勝となる。獲得したスターの数が同じ場合、所持コインが多い方が優勝する。
ボードマップは5つの新作ボードと2つのリメイクボードが収録されている。

本作では新たに運要素を抑えた「チャンピオンシップルール」が追加されている。「チャンピオンシップルール」は、マリオパーティモードを1回プレイすると開放される。

1つの本体から4人まで参加可能で、ローカル通信やインターネット通信(ランダムマッチ・フレンド対戦)も可能。体感ミニゲームを有効にする場合、使用可能なコントローラーはJoy-Con1本持ちに限定される。
チャンピオンシップルールは実力で勝負するルールであり、運要素を抑える様々な調整が行われている。ラッキーマスではルーレットではなく2択で決める方式となっており、アンラッキーマスでは必ず最下位のプレイヤーに7コインわたすこととなり、クッパマスでは必ず1スター奪われてしまう。また、スゴロクのターン数が12ターンで固定となり、スゴロク開始時にアイテムの中から1つを持っていくことができる。
Switch 2では新たにタッグルールとクライマックスルールが登場。タッグルールは2対2で勝負するルールであり、ミニゲームは2対2用のミニゲームとなり、2人のサイコロの合計分を進める限定アイテムの友情サイコロを使うことができる。クライマックスルールは5ターンの中での勝負となり、最初からラストスパートのルールとなり、同じマスに停まると決闘が始まる。また、スゴロク開始時に全員50コイン、1スター、ダブルサイコロをゲットした状態でスタートする。

### クッパチャレンジの島
8人で協力してニセクッパを倒したり、ライバルとミニゲームで勝負しながら、20人のサバイバルを生き残り1位を目指していくモード。
クッパアスロン
20人対戦ゲーム。1周150マスのコースを周回する。ターンごとに1人用ミニゲームを行い、その中で獲得したコインの枚数分のマスを進むことができる。ゲージを満タンにすると現れるアイテムを獲得してライバルを妨害したり、自分を有利にしたりできる。3ゲームごとに全員が参加するサバイバルミニゲームが始まり、クリアすればアイテムを獲得できるが、クリアできなければ赤いジャンプ台で飛ばされ、順位が高いほど後ろへ戻されてしまう(最大で40マス戻されてしまう)。サバイバルミニゲームは誰かがゴールすると発生しなくなる。
CPUと対戦、フレンド対戦、ローカル通信ではミニゲームの順番・周回数・CPUのレベル・レベルアップありかレベル固定の設定が事前にできる。
インターネットのランダムマッチではミニゲームはランダム・周回数は5周・レベルアップありで固定され、ゴールした順位に応じてウデマエポイントが増減する。
1つのSwitch本体からは1人しか参加することができず、マルチプレイをする場合は人数分の本体とソフトが必要。また20人での対戦が可能なのはインターネットでのランダムマッチのみで、フレンド対戦・ローカル通信では8人までしか参加できない。
クッパバスターズ
8人協力ゲーム(足りない場合はCPUが参加)。マップのどこかに現れる木箱を壊し、中から出てくるボムを20個運び込むと大砲が発射できる。5ラウンド以内にニセクッパの体力ゲージを0にすればプレイヤーチームの勝利となるが、5ラウンド終わってもニセクッパの体力ゲージが残った場合は大砲を破壊され、プレイヤーチームの負けとなってしまう。各ラウンド終了後にミニゲームを行い、クリアするとランクごとにアイテムがもらえる。獲得したアイテムは次のラウンドが終了すると消えてしまう。
コインを100枚集めると一定時間ボムがゴールデンボムに変化し、与えるダメージが2倍になる。この際、大砲に詰めるボムの個数に制限がなくなる。
ニセクッパの攻撃を喰らうとシャボンの中に閉じ込められてしまうが、仲間にレスキューしてもらうことで再び動けるようになる。
ニセクッパの体力ゲージが一定値まで減ると、ニセクッパの行動パターンが変化したり、様々な攻撃を行なってくる。
こちらも1つのSwitch本体からは1人しか参加することができない。ローカル通信・インターネット通信によるマルチプレイは可能。
ステージはブルステージ・マグナムキラーステージ・ビューゴーステージの3種類。ニセクッパの強さは3段階あり、CPUと協力及びローカル通信では事前に設定することができる。オンラインでは参加者のバスターズランクに基づいてニセクッパの強さが決まる。
ニセクッパに勝利するとバスターズランクが上昇する。オンラインでは上昇量が大きくなっている。
アイテムの一部には複数個セットになっているものもある。強力なアイテム程ミニゲームで高いランクを取らないと使用できないことが多い。

### ミニゲームハーバー
アクション、レース、パズル、体を使ったミニゲームなどシリーズ最多の110種類ミニゲームが収録されている。また、何種類かのミニゲームは、過去作からの復刻ミニゲームとなっている。
体感ミニゲームをプレイする場合、使用可能なコントローラーはJoy-Con1本持ちに限定される。
オンラインではルール説明が省略されるが、オフラインでは開始前にミニゲームの説明の有無を設定できる。
フリープレイ
収録されているミニゲームを自由に選んで対決できる。
デイリートライアル
毎日変わる3つのミニゲームが入ったミニゲームパックで対決する。
タッグマッチ
オフラインでは2VS2のチームで対決し、指定した回数ミニゲームで勝利したチームの勝ち。オンラインではタッグで世界中のプレイヤーと対戦し、連勝記録を競う。
サバイバル
オンライン専用モード。世界中の人たちとミニゲームで勝負し、勝敗に応じてウデマエポイントが増減する。4人対戦ミニゲームではプレイするミニゲームを投票で選び、ルーレットで決定する。デュエルミニゲームも登場することがあり、プンプンがルーレットで決定する。
チャレンジミニゲームバトル
ジャンボリーフレンドのミニゲームで連続対決して、コインの枚数を競う。指定回数のミニゲーム終了時に持っているコインが多いプレイヤーの勝ち。時々ボーナスミニゲーム(獲得コイン2倍)やバトルミニゲーム(全員からコインを集めて順位に応じて配分される)が発生することがある。
ボスラッシュ
ストーリーモードをクリアすると解放される隠しモード。これまでに戦ったボスバトルを連戦でプレイする。最後まで撃破した後、順位に応じてポイントが入り、ポイントを一番獲得したプレイヤーが勝ち。1度でも敗北するとゲームオーバーとなる。

### 体感パーティの島
Joy-Conを使って体を動かして遊ぶモード。
いずれもオンラインプレイには対応していない。

### パーティお手伝いの旅
本作のストーリーモード。会場の設営のために動き回るキャラクターからの依頼をこなしたり、看板を調べると発生するミニゲームで勝利するともらえるリトルスターを集めていく他に、広場を飾りつけられるデコアイテムがもらえる。最初に選んだキャラクターは途中で変更できない。セーブデータは上書き可能で3つまで保存できる。

## 登場キャラクター
本作のプレイアブルキャラクターは22人。ポリーンとハックンは本作の隠しキャラであり、条件を満たすと使用可能になる。
本作からワルイージの声優がチャールズ・マーティネーからケビン・アフガニに変更された。
メインキャラクター
- マリオ　　  プレイアブルキャラ。ジャンボリーフレンドではサイコロの出た目に3～8マスプラスしてくれる。
- ルイージ　　プレイアブルキャラ。ジャンボリーフレンドでは低確率でサイコロの出目を10にする。
- ピーチ　　プレイアブルキャラ。ジャンボリーフレンドではスターを半額で購入できる。
- デイジー　　プレイアブルキャラ。ジャンボリーフレンドではショップでアイテムを半額で購入できる。
- ワリオ　　プレイアブルキャラ。ジャンボリーフレンドでは毎ターン3～8コインくれる。
- ワルイージ　　プレイアブルキャラ。ジャンボリーフレンドでは追い抜いたライバルから3～8コイン奪ってくれる。
- ヨッシー　　プレイアブルキャラ。ジャンボリーフレンドでは追い抜いたライバルのアイテムを1つコピーしてくれる。様々な色の個体もモブとして登場
- ロゼッタ　　プレイアブルキャラ。ジャンボリーフレンドでは毎ターンアイテムを1個くれる。
- クッパjr　　プレイアブルキャラ。ジャンボリーフレンドでは停まったマスにコイン半分奪いマスを仕掛けてくれる。
- ドンキーコング　　プレイアブルキャラ。ジャンボリーフレンドでは毎ターンどこかのマスに飛ぶことができる。（強制ではない）
- クッパ　　プレイアブルキャラとして登場。ボードマップではニセクッパがクッパマスで待ち構えており、停まったキャラに最悪のイベントを起こしてくる。クッパアスロン、クッパバスターズにもニセクッパが登場。
- キノピオ　　プレイアブルキャラとして登場。黄色の個体はすごろくの進行役を務めており、ワクワクショッピングモールでは緑の個体がクジ引きの運営をしている。その他様々な色の個体がモブとして登場。
- キノピコ　　プレイアブルキャラとして登場。
- キャサリン　　プレイアブルキャラとして登場。
- クリボー　　プレイアブルキャラとして登場。各ボードマップにモブとして登場。クリボーアイランドではジップラインや釣り場の運営をしており、宝箱のイベントを起こしてくる。
- ノコノコ　　プレイアブルキャラとして登場。赤い個体はノコノコショップを運営しており、ミニゲームやモブとしても登場。
- ヘイホー　　プレイアブルキャラとして登場。ワクワクショッピングモールではスーパーな店を運営しており、様々な色の個体がモブとして登場。
- テレサ　　プレイアブルキャラとして登場。各ボードマップにも別個体が登場しておりコインやスターを奪ってくれる。
- チョロプー　　プレイアブルキャラとして登場。巨大ハナちゃんとお菓子の森にもモブとして登場。
- ガボン　　プレイアブルキャラとして登場。巨大ハナちゃんとお菓子の森ではハチミツを採っている。ミニゲームでも登場。
- ポリーン　　プレイアブルキャラとして登場。隠しキャラ。

- ハックン　　プレイアブルキャラとして登場。隠しキャラ。

その他のキャラクター
- カメック　　本パーティーの運営委員長を務めている。リズムクッキング、クッパアスロンでも登場。
- パタパタ　　パタパタアドベンチャー、ミニゲーム等で登場。
- ドッスン　　ミニゲームなどで登場。
- バッタン　　わくわくショッピングモール、サイコロスピードウェイ、ミニゲームなどで登場。
- ボムへい　　デンジャラスベース、ミニゲームなどで登場。
- ハンマーブロス　　ミニゲームなどで登場。
- ファイアブロス　　ミニゲームなどで登場。
- ブーメランブロス　　クッパアスロン、モブとして登場。
- メガブロス　　デンジャラスベースで金庫の見張りとして登場。
- パックンフラワー　　巨大ハナちゃんとお菓子の森などで登場。
- テレン　　ワクワクショッピングモール、ミニゲームなどで登場。
- キラー　　ミニゲームなどで登場。
- マグナムキラー　　ミニゲームなどで登場。
- ムーチョ　　ワクワクショッピングモール、サイコロスピードウェイ、デンジャラスベースで登場。
- チョロボン　　ミニゲームなどで登場。
- ハナチャン　　巨大ハナちゃんとお菓子の森、ウエスタンランドなどで登場。
- ブル　　クッパバスターズ、ミニゲームなどで登場。
- ゴロー　　ミニゲームなどで登場。
- クラッシャー　　サイコロスピードウェイ、ミニゲームなどで登場。
- プー　　ボスミニゲームで登場。
- K.K.　　ボスミニゲームで登場。
- プクプク　　ミニゲームなどで登場。
- ゲッソー　　ミニゲームなどで登場。
- ワンワン　　ワンワンホイッスル、ミニゲームなどで登場。
- ホージロー　　ミニゲームなどで登場。
- コカメック　　ニセクッパに変身させられた。ミニゲームなどで登場。
- ジュゲム　　ミニゲーム、お手伝いの旅で登場。
- タツノン　　ボスミニゲームで登場。
- ハッチン　　ボスミニゲームで登場。
- ウニラ　　ミニゲームなどで登場。
- メカクッパ　　デンジャラスベース、ミニゲームなどで登場。
- トゲソー　　ミニゲーム、クッパアスロンで登場。
- メット　　ミニゲーム、クッパアスロンで登場。
- ボムキング　　ミニゲームで登場。
- ウッキイ　　ミニゲームで登場。
- ペンギン　　リズムクッキング、モブとして登場。
- ブンブン　　ミニゲームハーバーで登場。
- プンプン　　ミニゲームハーバーで登場。
- カロン　　デンジャラスベースで登場。
- ビューゴー　　ミニゲーム、クッパバスターズで登場。
- ビリキュー　　ミニゲームなどで登場。
- パタメット　　レインボーキャッスル、ミニゲームで登場。
- テンテン　　ミニゲームなどで登場。
- パタテンテン　　パタパタアドベンチャー、ミニゲームなどで登場。
- イワヘム　　ミニゲームで登場。
- ドッシー　　ミニゲームなどで登場。
- アリヘイ　　ミニゲームで登場。
- のびのびパックン　　ミニゲームで登場。
- アカズキーちゃん　　アイテムとして登場。
- ゴールデンクリボー　　クリボーアイランド、ワクワクショッピングモールで登場。
- バブル　　クリボーアイランドで登場。
- ウーガン　　ミニゲームで登場。
- ペンタロー　　ミニゲームで登場。
- プレッシー　　ミニゲームで登場。
- カニボー　　ミニゲームで登場。
- キョロへい　　ミニゲームで登場。
- シュッポー　　ウエスタンランドで登場。
- クリボン　　クッパアスロンで登場。
- カキボー　　クッパアスロンで登場。
- ボスパックン　　パタパタアドベンチャーで登場。
- サンボ　　スタンプで登場。
- キングテレサ　　スタンプで登場。
- バサバサ　　ミニゲームの背景やアルバム写真で登場。
- 骨メット　　キノピオサーカスのイラストで登場。
- フィッシュボーン　　キノピオサーカスのイラストで登場。
- トゲメット　　キノピオサーカスのイラストで登場。
- トゲプク　　キノピオサーカスのイラストで登場。
- トッテン　　キノピオサーカスのイラストで登場。
- ディディーコング　　キノピオサーカスのイラストで登場。
- ウシ　　ウエスタンランドの背景で登場。
- ニワトリ　　ミニゲームで登場。

## ボードマップ
本作は5つの新作ボードマップと2つのリメイクボードマップの合計7つのボードマップ(島)がある。
ボードマップ
- 巨大ハナチャンとお菓子の森　　　ハチミツを採ってお菓子を作っている森。巨大ハナチャンの動きで道が変わる。
- サイコロスピードウェイ　　　レースカーに乗ってコースを走るサーキット場。
- クリボーアイランド　　　潮の満ち引きでルートの変わる島のリゾート。
- わくわくショッピングモール　　　個性豊かな店が揃うショッピングモール。5ターンに1度タイムセールが開催される。
- マリオのレインボーキャッスル　　　スターとニセクッパが入れ替わる天空のお城。
- ウエスタンランド　　　機関車に乗って線路を移動できるウエスタンな街。
- クッパのデンジャラスベース　　　ニセクッパの立ちはだかるデンジャラスな秘密基地。

## リワード
称号を獲得すると、リワードが獲得できる。リワードは全部で50個あり、リワードを獲得するとショップの商品が増えたりパーティポイントが獲得できる。一定数の称号を獲得するとプレイヤーランクが上がり、選べるボードマップが増える。

### 称号
称号はプレイヤー自身が達成することで獲得できる。CPUが達成しても獲得にはならない。達成した称号はゲームを最後まで遊ぶと獲得できる。記載のあるものはそのモードまたはマップのみで獲得できる。

## Nintendo Switch 2 Edition＋ジャンボリーTV
Nintendo Switch 2 EditionではNintendo Switch 2の機能を活かした新たな遊びとして、おすそわけ通信対応、ドックモードで1440p表示対応のほか新たなモード「ジャンボリーTV」が追加される。2025年7月24日に発売された。

### ジャンボリーTV
カメラやマイクを使用した新たなミニゲームが追加される。

## 評価
レビュー収集サイトのMetacriticでは、『スーパー マリオパーティ ジャンボリー』は「概ね好意的」なレビューを集めており、2024年時点では『マリオパーティ』シリーズで最高の評価となっている。『IGN』のローガン・プラントは本作を「すばらしい傑作であり、シリーズの中でも随一の出来」と称賛した。『ニンテンドー・ライフ』のPJ・オライリーも、本作をシリーズ史上最高と称賛した。『シャックニュース』のオジー・メヒアは「シリーズの中でも特に洗練された作品」と評した。『GameSpot』のダン・ライカートはマップや仕掛けには好意的な意見を述べた一方で、ミニゲームの量が多すぎることで「核となるパーティーモードの楽しみを損なっているように感じる」と評した。『Eurogamer』編集長のキャサリン・キャッスルは、全く楽しめないわけではないと述べた一方で、問題点として「ミニゲームは大量に収録されているものの、そのほとんどが同じ基本概念の焼き直しにすぎない」ことを挙げた。

### 売上
『ファミ通』が発表した日本の週間販売本数ランキングでは初週で22万7569本を売り上げ、首位を獲得した。2024年の年間販売本数ランキングでは、10月の発売にもかかわらず首位を獲得した。
イギリスでは、前作の『マリオパーティ スーパースターズ』より35%高い初週売上を記録した。

### 受賞・ノミネート
The Game Awards 2024では、「Best Family Game」と「Best Multiplayer」にノミネートされた。2025年のD.I.C.E. Awardsでは「Family Game of the Year」にノミネートされた。
| 年   | 賞                     | カテゴリ                                             | 結果       | 出典          |
| ---- | ---------------------- | ---------------------------------------------------- | ---------- | ------------- |
| 2024 | The Game Awards 2024   | Best Family Game                                     | ノミネート | [ 27 ]        |
| 2024 | The Game Awards 2024   | Best Multiplayer Game                                | ノミネート | [ 27 ]        |
| 2025 | New York Game Awards   | Central Park Children’s Zoo Award for Best Kids Game | ノミネート | [ 29 ] [ 30 ] |
| 2025 | 第28回 D.I.C.E. Awards | Family Game of the Year                              | ノミネート | [ 31 ]        |